# Sternacutus zikani
Sternacutus zikani är en skalbaggsart som först beskrevs av Julius Melzer 1935.  Sternacutus zikani ingår i släktet Sternacutus och familjen långhorningar. Inga underarter finns listade i Catalogue of Life.